# Peregrino Proteo
Peregrino Proteo (in greco antico: Περεγρῖνος Πρωτεύς?, Peregrînos Prōtéus; Pario, 100 – Olimpia, 165) è stato un filosofo greco antico di scuola cinica, ricordato per il suo spettacolare suicidio: si diede fuoco durante i Giochi olimpici.

## Biografia

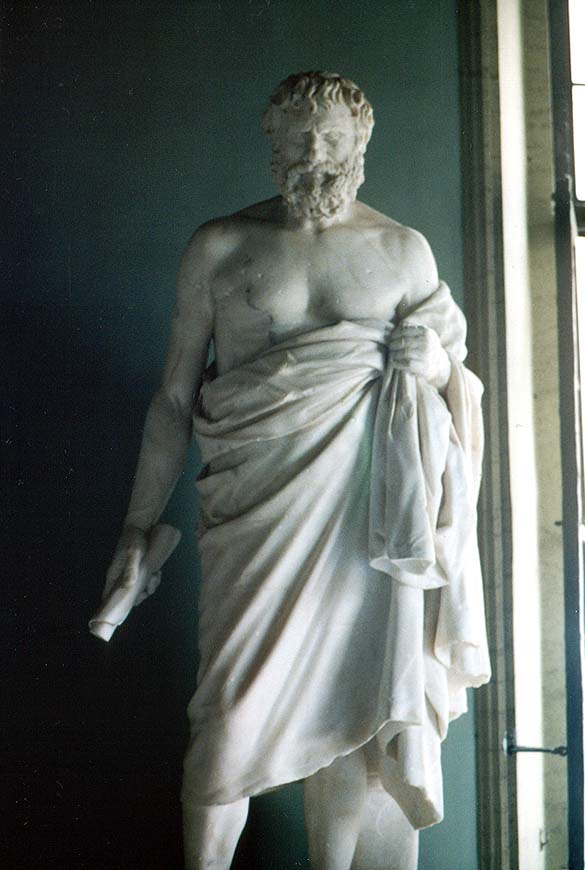
Filosofo cinico, Musei Capitolini di Roma

La vita di Peregrino Proteo è nota soprattutto per la biografia satirica (Περὶ τῆς Περεγρίνου Τελευτῆς) scritta attorno al 170 da Luciano di Samosata. Secondo Luciano, su Peregrino Proteo gravava il sospetto di aver assassinato il proprio padre, e di essere fuggito in Palestina. Qui si convertì al Cristianesimo, divenne una figura di primo piano nella comunità cristiana, descritta  esegeta delle sacre scritture e scrittore egli stesso di testi sacri; si presume abbia aderito a una setta cristiana montanista. Imprigionato per la fede cristiana, fu poi liberato per intervento del Proconsole romano e ritornò a Pario, dove rinunciò a tutte le sue proprietà regalandole ai suoi concittadini.
Allontanatosi dal Cristianesimo, si recò in Egitto, dove divenne allievo del filosofo cinico Agatobulo. Peregrino Proteo si comportò da filosofo cinico nel resto della sua vita. Lasciato l'Egitto, si recò a Roma, dove fu espulso dal prefetto per aver insultato l'imperatore Antonino Pio. Lasciata Roma, andò in Grecia, e ad Atene divenne maestro di Aulo Gellio. In un primo tempo fu accolto bene dai Greci, ma compromise la sua popolarità criticando il ninfeo di Erode Attico, un filosofo molto popolare in Grecia per la sua filantropia. Annunciò infine la sua intenzione di darsi fuoco per protesta durante i Giochi olimpici, e mise in atto la sua intenzione gettandosi su una pira funebre alla presenza di molti spettatori, fra cui Luciano di Samosata.
Di Peregrino Proteo non ci sono rimasti scritti, e le fonti differenti da Luciano di Samosata sono molto poche. Nel lettera di Luciano, Peregrino Proteo è dipinto come un opportunista e un esibizionista, ma non tutti gli autori antichi furono d'accordo su questo giudizio. Aulo Gellio descrive l'insegnamento di Proteo "utiliter et honeste" (pieno di verità e di onestà), Ammiano Marcellino lo chiama "philosophus clarus" (filosofo illustre) e accenna alla sua morte con toni elogiativi paragonandola a quella del giovane filosofo Simonide vittima della persecuzione di Valente nel 370. Gli studiosi moderni tendono a pensare che Peregrino fosse sincero, sebbene poco equilibrato, nelle sue decisioni.
Atenagora, l'apologista greco del II secolo d.C., nella Supplica in favore dei cristiani, scritta nel 177, pochi anni dopo la morte di Peregrino, riferisce che nella natale Pario era stata eretta una statua in onore di Peregrino Proteo.